# Barbana pri Fojani
Barbana pri Fojani este o localitate din comuna Brda, Slovenia, cu o populație de 60 de locuitori.